# Oxycheilinus lineatus
Oxycheilinus lineatus är en fiskart som beskrevs av Randall, Westneat och Martin F. Gomon 2003. Oxycheilinus lineatus ingår i släktet Oxycheilinus och familjen läppfiskar. IUCN kategoriserar arten globalt som livskraftig. Inga underarter finns listade i Catalogue of Life.